# 已丙洛尔

合成方式

已丙洛尔是一种含氮有机化合物，化学式为C18H29NO2，可作为β受体阻滞剂。